# Разложение рациональной дроби на простейшие
Разложение рациональной дроби на простейшие ― представление рациональной дроби в виде суммы многочлена и простейших дробей. Разложение на простейшие используется во многих задачах, например для интегрирования, разложения в ряд Лорана, расчёта обратного преобразования Лапласа рациональных функций.

## Определение
Рациональная дробь называется простейшей если её знаменатель представляет собой степень некоторого неприводимого многочлена и степень её числителя меньше степени этого неприводимого многочлена.
Представление дроби в виде {\displaystyle {\frac {P(x)}{Q(x)}}=G(x)+\sum _{i=1}^{n}{\frac {P_{i}(x)}{Q_{i}(x)}}}, где {\displaystyle G(x)} ― многочлен, а дроби {\displaystyle {\frac {P_{i}(x)}{Q_{i}(x)}}} ― простейшие, называется разложением дроби {\displaystyle {\frac {P(x)}{Q(x)}}} на простейшие.
Такое представление существует для любой рациональной дроби над полем и единственно с точностью до перестановки слагаемых.

## Способы разложения

### Выделение целой части
Любую рациональную дробь над полем можно единственным образом представить в виде суммы многочлена (называемого целой частью дроби) и правильной дроби (называемой дробной частью). В свою очередь любая правильная дробь раскладывается в сумму одних только простейших дробей без слагаемого многочлена. Таким образом, задача разложения дроби на простейшие может быть решена в два этапа: сначала разложить в сумму целой и дробной части (эта процедура называется выделением целой части), а затем разложить дробную часть в сумму простейших.
Выделение целой части происходит с помощью деления многочлена в числителе на многочлен в знаменателе в столбик. Полученное в результате неполное частное ― это целая часть, а остаток делённый на делимое ― дробная.
Алгоритм деления в столбик на каждой итерации получает новое значение остатка и частного. Перед началом положим значение остатка равным делимому, а значение частного равным 0.
Если степень остатка меньше степени делителя, то алгоритм завершается.
Пусть {\displaystyle ax^{n}} ― член остатка со старшей степенью, {\displaystyle bx^{m}} ― член делителя со старшей степенью. Тогда к частному прибавляем {\displaystyle {\frac {a}{b}}x^{n-m}}, а из остатка вычитаем {\displaystyle {\frac {a}{b}}x^{n-m}Q(x)} и переходим к шагу 1.
Таким образом в конце мы получим неполное частное {\displaystyle G(x)} и остаток {\displaystyle R(x)}. В итоге {\displaystyle {\frac {P(x)}{Q(x)}}=G(x)+{\frac {R(x)}{Q(x)}}}, где {\displaystyle {\frac {R(x)}{Q(x)}}} ― правильная дробь, раскладывающаяся в сумму простейших дробей. Задача свелась к разложению в сумму простейших правильной дроби.
Несмотря на то, что большинство методов разложения правильной дроби на простейшие могут быть применены и к неправильной, все эти методы существенно сложнее деления многочленов в столбик. Предварительное нахождение коэффициентов целой части делением в столбик уменьшает количество коэффициентов, которые придётся искать «сложными» методами, тем самым упрощая вычисления.

### Метод неопределённых коэффициентов
Метод неопределённых коэффициентов состоит в том, чтобы записать разложение на простейшие с неизвестными коэффициентами, составить систему уравнений на эти коэффициенты и решить ее. Пусть {\displaystyle {\frac {P(x)}{Q(x)}}} ― правильная дробь в несократимой записи, {\displaystyle Q(x)=(Q_{i_{1}}(x))^{m_{1}}...(Q_{i_{n}}(x))^{m_{n}}} ― разложение знаменателя {\displaystyle Q(x)} на неприводимые множители. Тогда разложение на простейшие имеет вид {\displaystyle {\frac {P(x)}{Q(x)}}=\sum _{i=1}^{n}\sum _{j=1}^{m_{i}}{\frac {A_{ij}}{(Q_{i}(x))^{j}}}}.

Умножим обе части равенства на {\displaystyle Q(x)}. Получим равенство многочленов {\displaystyle P(x)=\sum _{i=1}^{n}\sum _{j=1}^{m_{i}}A_{ij}(Q_{1}(x))^{m_{1}}...(Q_{i-1}(x))^{m_{i-1}}(Q_{i}(x))^{m_{i}-j}(Q_{i+1}(x))^{m_{i+1}}...(Q_{n}(x))^{m_{n}}}.

Многочлены равны тогда, когда их коэффициенты при одинаковых степенях равны. Приравняв их получим систему линейных алгебраических уравнений над {\displaystyle A_{ij}} с {\displaystyle n} уравнениями и {\displaystyle n} неизвестными. Решив её, получим искомые значения {\displaystyle A_{ij}}.
Получающиеся таким способом уравнения часто довольно громоздки. Поэтому на практике подстановкой стараются получить более простые уравнения. Общая схема этого приёма такова: равенство {\displaystyle {\frac {P(x)}{Q(x)}}=\sum _{i=1}^{n}\sum _{j=1}^{m_{i}}{\frac {A_{ij}}{(Q_{i}(x))^{j}}}} умножают на некоторый многочлен, а затем подставляют в него вместо x какое-то определённое значение.

Чаще всего умножают на {\displaystyle Q(x)} и подставляют его корень. Таким образом, почти все слагаемые зануляются и получается довольно простое уравнение, позволяющее почти сразу вычислить один из коэффициентов. Этот приём позволяет находить коэффициенты при старших степенях линейных множителей.

В качестве подставляемого корня можно даже использовать корень не принадлежащий основному полю. Например, в действительных числах часто используют подстановку комплексного корня, а затем приравнивают действительную и мнимую часть уравнения. Аналогично можно сделать и над произвольным полем. Впрочем, это приравнивание не обязательно, недостающие уравнения можно получить и другими способами.

Также иногда используют подстановку бесконечности: умножают на один из линейных многочленов, входящих в разложение {\displaystyle Q(x)}, и подставляют бесконечность (тут правильность дроби {\displaystyle {\frac {P(x)}{Q(x)}}} становится существенна). Данный приём позволяет просто находить коэффициенты при первой степени линейных множителей.

В общем преобразование уравнения и последующая подстановка может быть какой угодно, важно лишь то, чтобы эта подстановка имела смысл и не превращала слагаемые в бесконечности. Например при подстановке корня знаменателя нужно предварительно умножить уравнение на многочлен, избавляющий от деления на 0, а при подстановке бесконечности смотреть, чтобы нигде не получилось целое слагаемое, содержащее {\displaystyle x}.
Решение системы линейных алгебраических уравнений довольно трудоёмкий процесс, из-за чего на практике используют менее универсальные, но более простые методы.

### Метод прикрытия Хевисайда
Метод Хевисайда состоит в прямом вычислении коэффициентов с помощью следующей формулы. Пусть в разложении {\displaystyle Q(x)} на неприводимые множители есть линейный множитель {\displaystyle x-a}, {\displaystyle m} ― его кратность. В разложении на простейшие содержатся слагаемые вида {\displaystyle {\frac {B_{j}}{(x-a)^{j}}}}, где {\displaystyle 1\leq j\leq m}. Тогда
{\displaystyle B_{m}={\frac {P(x)(x-a)^{m}}{Q(x)}}{\Bigr |}_{x=a}} ― формула Хевисайда
Формула Хевисайда позволяет без каких-либо затруднений сразу же получить большую часть коэффициентов, из-за чего она очень широко применяется на практике. В случае если знаменатель дроби раскладывается на линейные множители, методом Хэвисайда можно получить всё разложение сразу. Если же нет, то вычисление оставшихся коэффициентов требует использования иных методов, например метода неопределённых коэффициентов.

### Метод Лагранжа
Метод Лагранжа предлагает другую формулу для вычисления коэффициентов. Пусть {\displaystyle a} ― корень знаменателя кратности 1. Тогда коэффициент {\displaystyle A} при {\displaystyle {\frac {1}{x-a}}} равен
{\displaystyle A={\frac {P(x)}{Q'(x)}}{\Bigr |}_{x=a}} ― формула Лагранжа. 
Аналогично методу Хевисайда метод Лагранжа позволяет сразу найти разложение на простейшие в случае если знаменатель раскладывается на линейные множители.

### Обобщение формулы Лагранжа
Формулу Лагранжа можно обобщить для корня кратности {\displaystyle m}:
{\displaystyle A_{m}=m!{\frac {P(x)}{Q^{(m)}(x)}}{\Bigr |}_{x=a}}, где {\displaystyle A_{m}} ― коэффициент при {\displaystyle {\frac {1}{(x-a)^{m}}}}.
Таким образом, любой коэффициент, который может быть найден с помощью этой формулы, может быть найден с помощью формулы Хевисайда, и наоборот.

### Вынесение повторяющихся множителей
Один из способов нахождения остальных коэффициентов без применения метода неопределённых коэффициентов ― вынесение повторяющихся множителей. Рассмотрим его на примере.
Пусть нужно разложить дробь {\displaystyle {\frac {1}{(s+1)^{2}(s+2)}}}. Вынесем повторяющиеся множители.

{\displaystyle {\frac {1}{s+1}}\left({\frac {1}{(s+1)(s+2)}}\right)}. Правый множитель состоит только из линейных множителей, а значит, его можно разложить по методу Хэвисайда или Лагранжа. Разложим.

{\displaystyle {\frac {1}{s+1}}\left({\frac {1}{s+1}}-{\frac {1}{s+2}}\right)}. Раскроем скобки.

{\displaystyle {\frac {1}{(s+1)^{2}}}-{\frac {1}{(s+1)(s+2)}}}. Разложение правой дроби на простейшие мы уже знаем.

{\displaystyle {\frac {1}{(s+1)^{2}}}-{\frac {1}{s+1}}+{\frac {1}{s+2}}} ― искомое разложение.

### Рекурсивный метод
Метод заключается в том, чтобы найти все старшие простейшие слагаемые со старшей степенью при помощи метода Хевисайда (или обобщённого Лагранжа), затем вычесть из первоначальной дроби и повторить эту процедуру для получившейся дроби.
Пусть нужно разложить дробь {\displaystyle {\frac {1}{(x-1)^{2}(x-2)^{3}}}}. Найдём старшие простейшие слагаемые:

{\displaystyle -{\frac {1}{(x-1)^{2}}},{\frac {1}{(x-2)^{3}}}}. Вычтем их из первоначальной дроби.

{\displaystyle {\frac {1}{(x-1)^{2}(x-2)^{3}}}+{\frac {1}{(x-1)^{2}}}-{\frac {1}{(x-2)^{3}}}={\frac {x-4}{(x-2)^{2}(x-1)}}}. Полученная дробь это сумма оставшихся простейших дробей, а значит эти оставшиеся дроби есть ни что иное как разложение полученной дроби на простейшие. Вновь находим старшие простейшие слагаетаем.

{\displaystyle {\frac {x-4}{(x-2)^{2}(x-1)}}+{\frac {2}{(x-2)^{2}}}+{\frac {3}{x-1}}={\frac {3}{x-2}}}. Получил{\displaystyle {\frac {1}{(x-1)^{2}(x-2)^{3}}}={\frac {1}{(x-2)^{3}}}-{\frac {1}{(x-1)^{2}}}-{\frac {2}{(x-2)^{2}}}-{\frac {3}{x-1}}+{\frac {3}{x-2}}}ась правильная дробь, а значит все слагаемые разложения найдены.

.
Наибольшую сложность в этом методе представляет вычитание дробей с последующим её сокращением. Для упрощения этого шага выполняют следующий приём.
Пусть нужно найти {\displaystyle {\frac {R(x)}{D(x)}}={\frac {P(x)}{Q(x)}}-\sum _{i=1}^{n}{\frac {A_{i}}{(x-x_{i})_{i}^{m}}}}.

Знаменатель дроби {\displaystyle D(x)} нам и так известен: это {\displaystyle Q(x)}, поделенный на произведение {\displaystyle (x-x_{i})} (без учёта кратности). Поэтому задача состоит в том, чтобы найти {\displaystyle R(x)}. Для этого умножим всё равенство на {\displaystyle D(x)}. Получим, что {\displaystyle R(x)} равен сумме дробей. Но, так как сумма правильных дробей вновь правильная дробь, сумма дробных частей этих дробей будет равна 0, а сам многочлен будет равен сумме целых частей. Таким образом, достаточно найти лишь неполное частное от деления этих дробей, а на остатки не обращать внимания. С данной модификацией этот метод называется методом отбрасывания остатков.
Рассмотрим на примере сверху.

{\displaystyle {\frac {1}{(x-1)^{2}(x-2)^{3}}}+{\frac {1}{(x-1)^{2}}}-{\frac {1}{(x-2)^{3}}}}. Умножим на {\displaystyle D(x)}

{\displaystyle {\frac {1}{(x-1)(x-2)}}+{\frac {(x-2)^{2}}{x-1}}-{\frac {x-1}{x-2}}}. Первое слагаемое правильное, значит его можно отбросить. Считаем целую часть второго слагаемого. Поделим {\displaystyle (x-2)^{2}} на {\displaystyle x-1} в столбик. Получим {\displaystyle x-3}. Аналогично целая часть последнего слагаемого ― −1. Складываем их и получаем искомый многочлен ― {\displaystyle x-4}.

### Простые преобразования
Иногда разложение на простейшие можно получить просто преобразовывая выражения.
{\displaystyle {\frac {x^{2}-1}{x(x^{2}+1)^{2}}}={\frac {x^{2}-(x^{2}+1)+x^{2}}{x(x^{2}+1)^{2}}}={\frac {2x}{(x^{2}+1)^{2}}}-{\frac {1}{x(x^{2}+1)}}={\frac {2x}{(x^{2}+1)^{2}}}-{\frac {(x^{2}+1)-x^{2}}{x(x^{2}+1)}}={\frac {2x}{(x^{2}+1)^{2}}}-{\frac {1}{x}}+{\frac {x}{x^{2}+1}}}

### Метод вычетов
Формула Хевисайда может быть обобщена для произвольного коэффициента.
Пусть в разложении {\displaystyle Q(x)} на неприводимые множители есть линейный множитель {\displaystyle x-a}, {\displaystyle m} ― его кратность. В разложении на простейшие содержатся слагаемые вида {\displaystyle {\frac {B_{k}}{(x-a)^{k}}}}, где {\displaystyle 1\leq k\leq m}. Тогда:
{\displaystyle B_{k}={\frac {1}{(m-k)!}}\left({\frac {P(x)(x-a)^{m}}{Q(x)}}\right)^{(m-k)}{\Bigr |}_{x=a}}
Для множителей высокой кратности данная формула требует подсчёта производной рациональной дроби высокого порядка, что является достаточно трудоёмкой операцией.

### Коэффициенты у многочленов старших степеней
Если в знаменателе простейшей дроби стоит неприводимый многочлен выше первой степени, то для нахождения её числителя из всех перечисленных методов можно использовать только метод неопределённых коэффициентов. Однако этой проблемы можно избежать, если найти разложение на простейшие в алгебраическом замыкании поля (или, точнее, в любом расширении, содержащим поле разложения знаменателя), а затем сложить слагаемые с сопряжёнными знаменателями. Такой способ очень часто используется для нахождения разложения на простейшие над полем действительных чисел.
Рассмотрим пример. Пусть нужно найти разложение

{\displaystyle {\frac {1}{(x^{2}+1)(x+1)}}}. Перейдём в поле комплексных чисел и разложим знаменатель на линейные множители. 

{\displaystyle {\frac {1}{(x+i)(x-i)(x+1)}}}. Воспользуемся методом Хэвисайда.

{\displaystyle {\frac {\displaystyle {\frac {1}{2}}}{x+1}}+{\frac {\displaystyle {\frac {1}{2i(i+1)}}}{x-i}}-{\frac {\displaystyle {\frac {1}{2i(-i+1)}}}{x+i}}}. Теперь сложим дроби с сопряжёнными знаменателями.

{\displaystyle {\frac {\displaystyle {\frac {1}{2}}}{x+1}}+{\frac {\displaystyle {\frac {1}{2}}(1-x)}{x^{2}+1}}} ― искомое разложение.

### Комбинации методов
Приведённые методы дают способы вычисления отдельных коэффициентов, однако они не требуют вычисления остальных именно этим методом. Таким образом, можно как угодно комбинировать эти методы: один коэффициент посчитать методом Хевисайда, другой методом Лагранжа, а оставшиеся методом неопределённых коэффициентов, который уже будет значительно проще, чем если бы все коэффициенты были неизвестны. Использование в нужных случаях подходящих методов даст возможность просто и эффективно находить разложение.

## Вариации и обобщения

### В евклидовом кольце
Понятие простейшей дроби можно очевидным образом обобщить для поля частных евклидова кольца. Назовём правильной дробью дробь, если евклидова норма её числителя меньше евклидовой нормы её знаменателя. Правильную дробь назовём простейшей, если в её знаменателе стоит неприводимый элемент в некоторой степени. Тогда разложение дроби на простейшие определяется как представление в виде суммы некоторого элемента из евклидова кольца и простейших дробей.
Для любой дроби из поля частных евклидова кольца существует разложение на простейшие, однако не для любого евклидова кольца оно всегда будет единственным. Например над целыми числами с дроби могут иметь несколько разложений: {\displaystyle {\frac {1}{4}}={\frac {1}{2}}-{\frac {1}{4}}} (здесь евклидова норма ― модуль целого числа, {\displaystyle {\frac {1}{4}}} ― простейшая дробь, поэтому она является разложением на простейшие самой себя, но при этом мы смогли получить ещё одно разложение).
Разложение на простейшие единственно для всех элементов поля частных евклидова кольца тогда и только тогда, когда это кольцо либо поле, либо изоморфно кольцу многочленов над полем (при этом евклидова норма эквивалентна степени многочлена)..

### В целых числах
Для целых чисел можно рассмотреть альтернативное определение разложения на простейшие. Потребуем, чтобы все простейшие слагаемые были положительными. Тогда для любого рационального числа существует и единственно разложение на простейшие.
Например, {\displaystyle {\frac {77}{12}}=5+{\frac {1}{2}}+{\frac {1}{4}}+{\frac {2}{3}}} ― единственное разложение на простейшие с положительными простейшими слагаемыми. Если разрешить отрицательные простейшие слагаемые, то, как уже было показано выше, разложение перестанет быть единственным.